# Windsor, New York
Windsor är en ort i Broome County i delstaten New York, USA.